# بروست
بروست (به لاتین: Brovst) یک منطقهٔ مسکونی در دانمارک است که در Jammerbugt Municipality واقع شده‌است. بروست ۲٫۳ کیلومتر مربع مساحت و ۲٬۷۲۹ نفر جمعیت دارد.